# Ruohojärvi (sjö i Enare, Lappland, Finland)
Ruohojärvi eller Ruohojärvet är sjöar i Finland. De ligger i kommunen Enare i landskapet Lappland, i den norra delen av landet, 900 km norr om huvudstaden Helsingfors. Ruohojärvi ligger 148,5 meter över havet. Arean är 50,8 hektar och strandlinjen är 5,51 kilometer lång. Sjön  ingår i Tuulomajokis huvudavrinningsområde. 